# Brantice (zámek)
Zámek Brantice byl venkovským šlechtickým sídlem s parkem, který nachází na břehu řeky Opavy ve stejnojmenné obci v okrese Bruntál. Byl zapsán do Ústředního seznamu kulturních památek ČR. Kulturní památku tvoří zámek, zámecký park, ohradní zeď, sochy Herkula a svatého Jana Nepomuckého, váza a kamenný most. 

## Historie
Od roku 1449 stávala na místě zámku tvrz. V roce 1526 získali tvrz Hohenzollernové, kteří ji nechali zpustnout. V roce 1561 získal kancléř Krnovského knížectví Jeroným Reinwald ves Brantice a na místě tvrze vystavěl renesanční zámek, dokončen byl v roce 1604. V roce 1711 byl zámek barokně přestavěn Bohumilem Trachou z Březí. Byla přistavena budova severního křídla a založen park. Na začátku 19. století byly klasicistně upraveny fasády hrabětem Zikmundem Josefem z Khuenburgu. Od roku 1901 využívali zámek Lichtenštejnové jako úřednickou budovu. Po ukončení druhé světové války byl znárodněn a využíván jako sklad léčiv. Podle archivních nálezů  v roce 1949 zámek patřil krátce obci Brantice, které jej opět získaly v restituci v roce 2008. V roce 2009 byl zámek prodán soukromé firmě, která jej částečně rekonstruovala a v roce 2017 nabídla k prodeji.

## Popis

### Zámek
Tři jednopatrová křídla svírají obdélníkové nádvoří, které je otevřeno do parku. Budovy mají sedlové zvalbené střechy. Vjezd prochází středovou budovou, portálem, který má dvojici toskánských sloupů nesoucích balkon s železným zábradlím. Fasády jsou horizontálně děleny kordonovou římsou, nad průjezdem jsou pilastry. V nádvorní straně před čelním křídlem jsou patrové arkády o čtyřech polích a zděným parapetem. Stropy v patře převážně plochostropé, v přízemí sklenuté, v kapli hřebínková klenba a barokní štukový oltář (v roce 1973 už byl ztracen). U hlavního vjezdu je kamenný most, který překlenoval dnes už zasypaný vodní příkop.

### Zámecký park
Zámecký park anglického typu je ohrazen vysokou kamennou ohradní zdí s branami. Byl založen v období 1890 až 1900. Nachází se v nadmořské výšce 360 m n. m., v západní části od zámku. Jeho rozloha je 0,17 ha, na jeho jižním a západním okraji je fotbalové hřiště a tenisový kurt. Severní strana sousedí s parcelami rodinné zástavby. Park byl revitalizován v roce 2012.

### Socha Herkula
V parku je umístěná monumentální kamenná barokní plastika antického hrdiny Herkula z roku 1709. Realisticky propracovaná socha o výšce 255 cm je postavená na hranolovém soklu vysokém 130 cm s profilovanou římsou. Herkules je v bojovém postoji s pravou rukou v bojovém gestu. U pravé nohy je pahýl stromu, levou nohou překračuje lva s mohutnou hřívou. Herkules je oděn v roušce, která splývá z pravého ramene na bedra.

### Váza
V nádvoří zámku je umístěná pískovcová váza z 18. století. Váza s figurálními výjevy z antických bájí je postavená na hranolovém soklu. Celková výška plastiky je 173 cm.

### Svatý Jan Nepomucký
Socha svatého Jana Nepomuckého stojí u mostu přes Opavu před zámkem. Plastika pochází z konce 18. století a je zhotovena z pískovce v nadživotní velikosti.

## Galerie

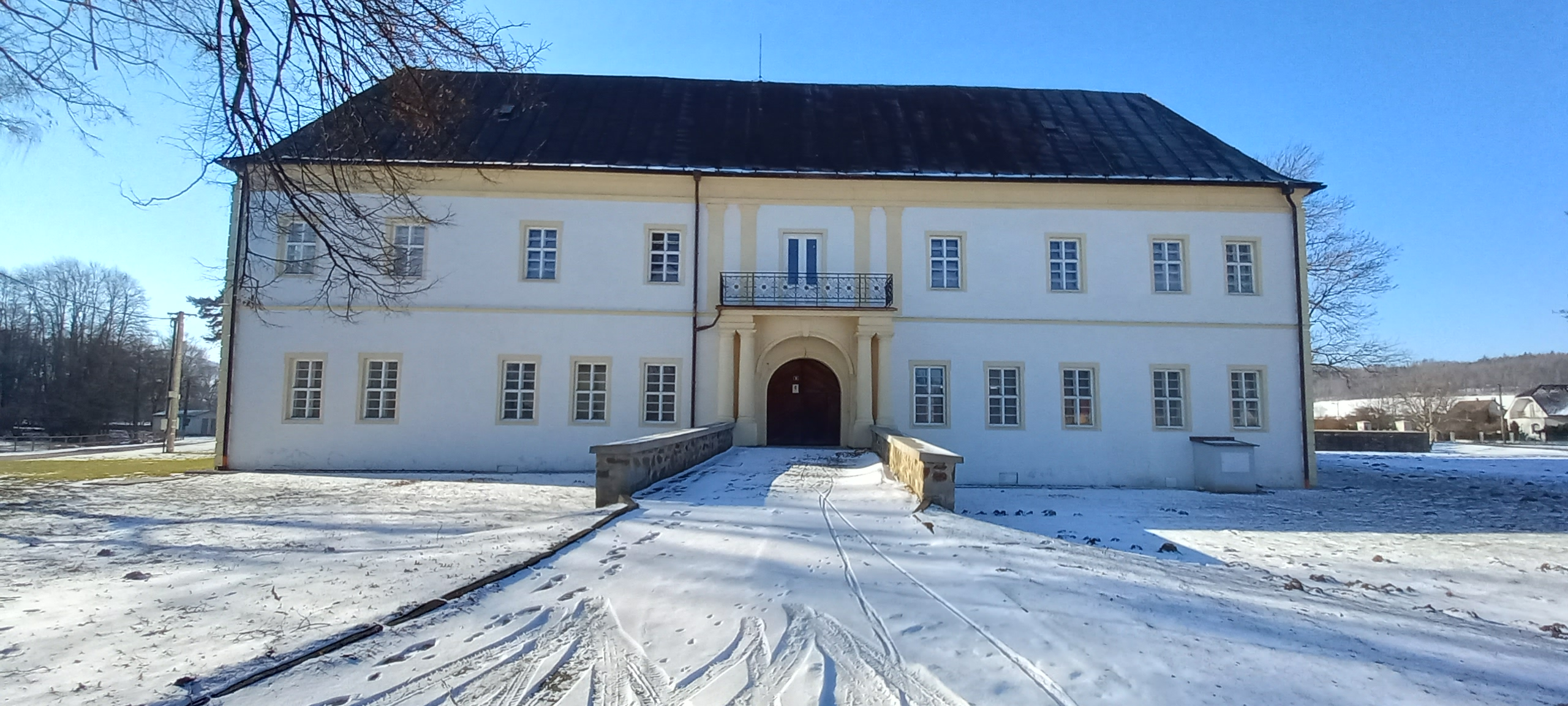
pohled na vstup do zámku
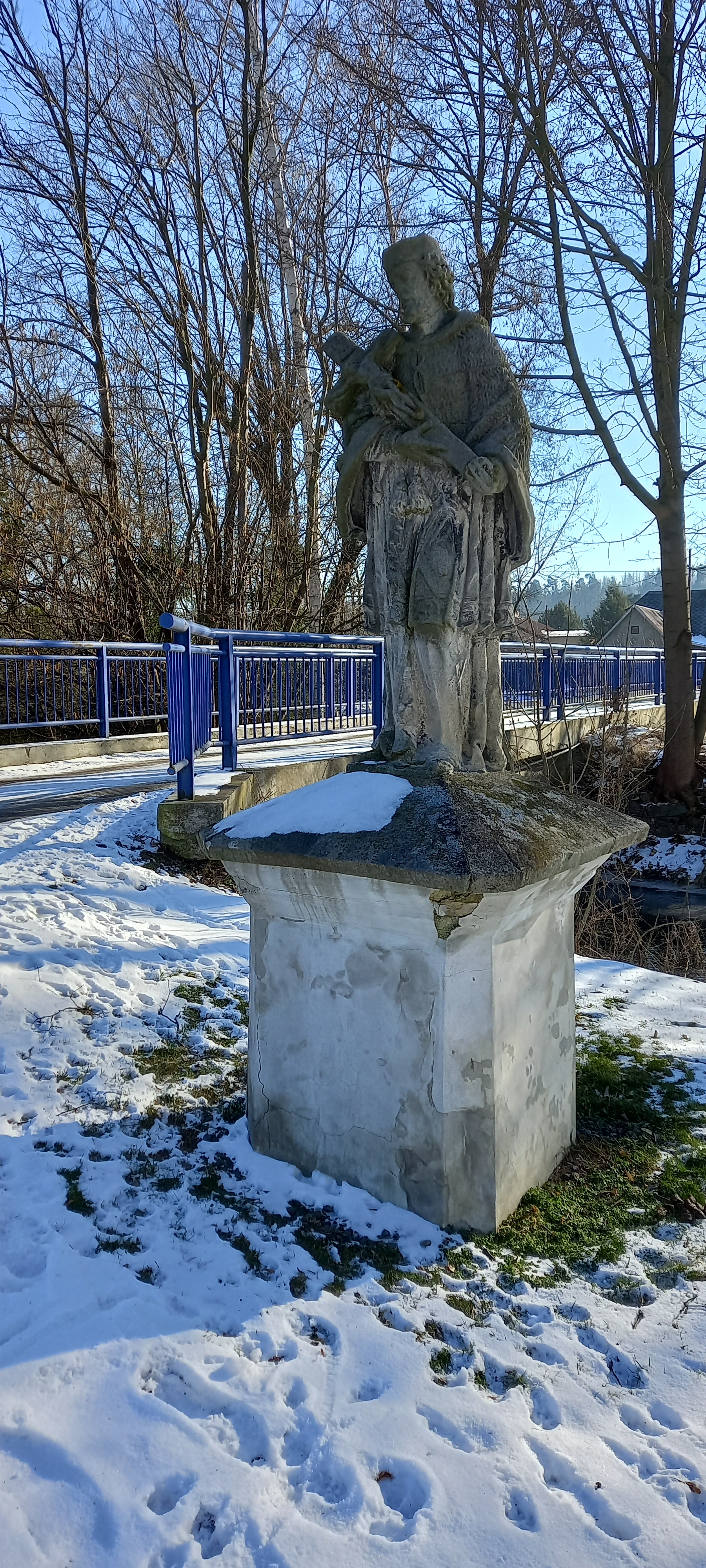
socha sv. Jana Nepomuckého
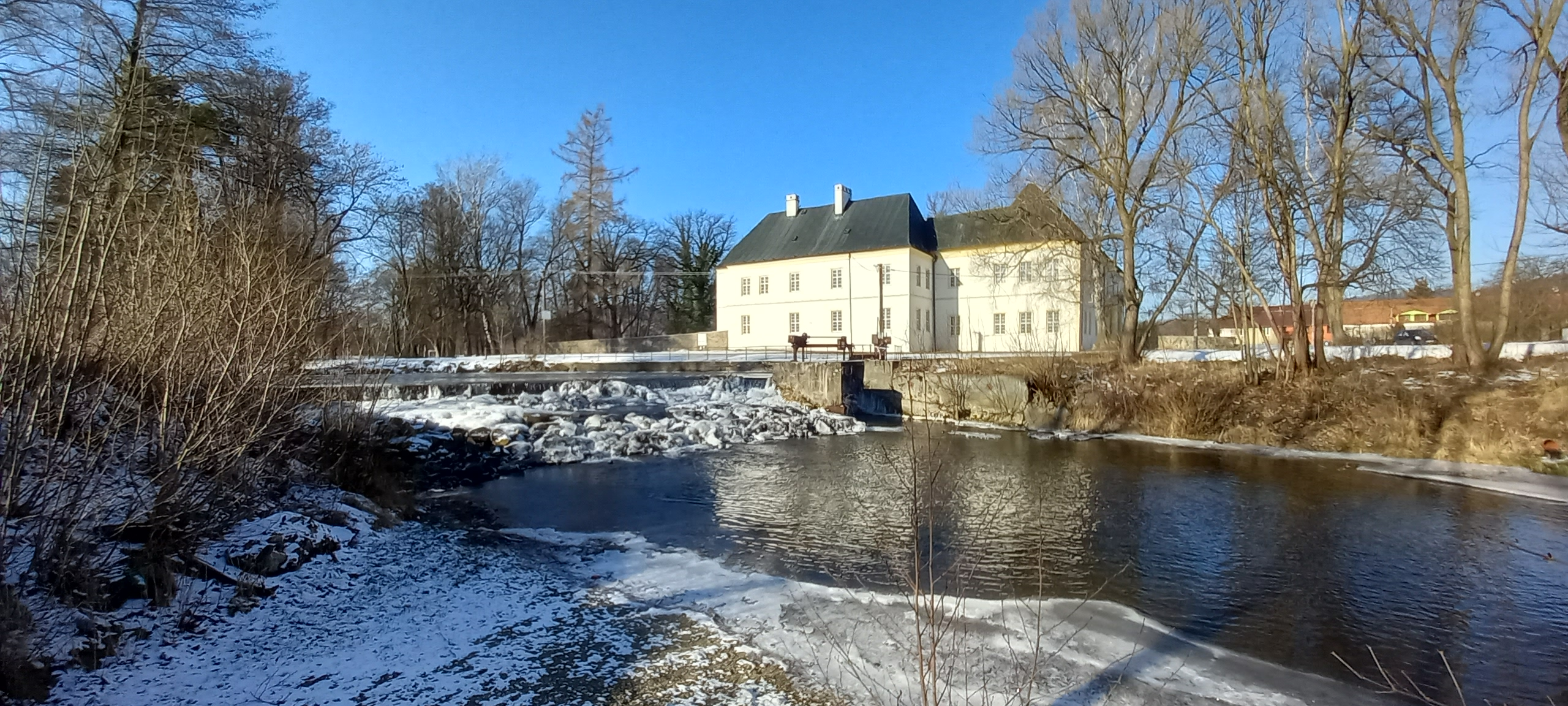
řeka Opava a zámek
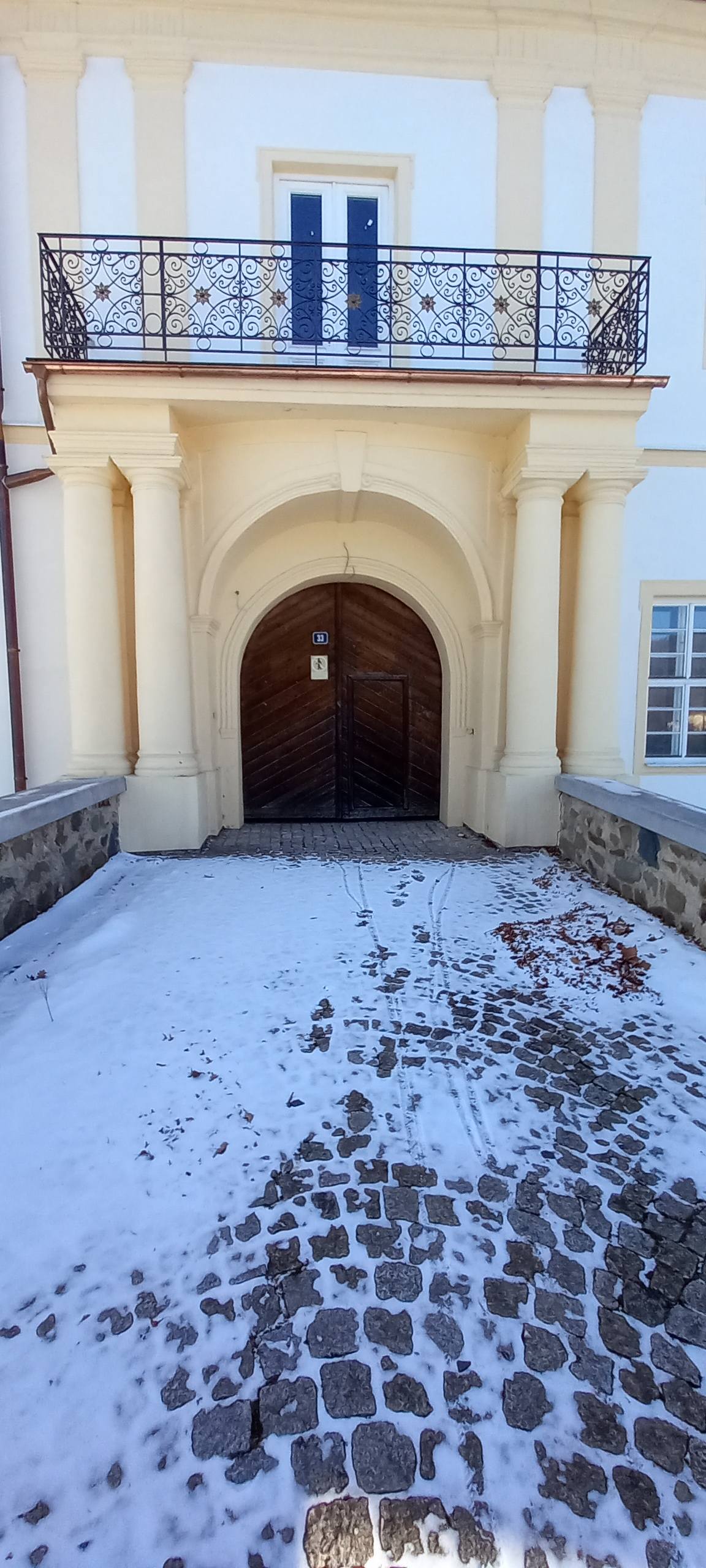
vstup do zámku
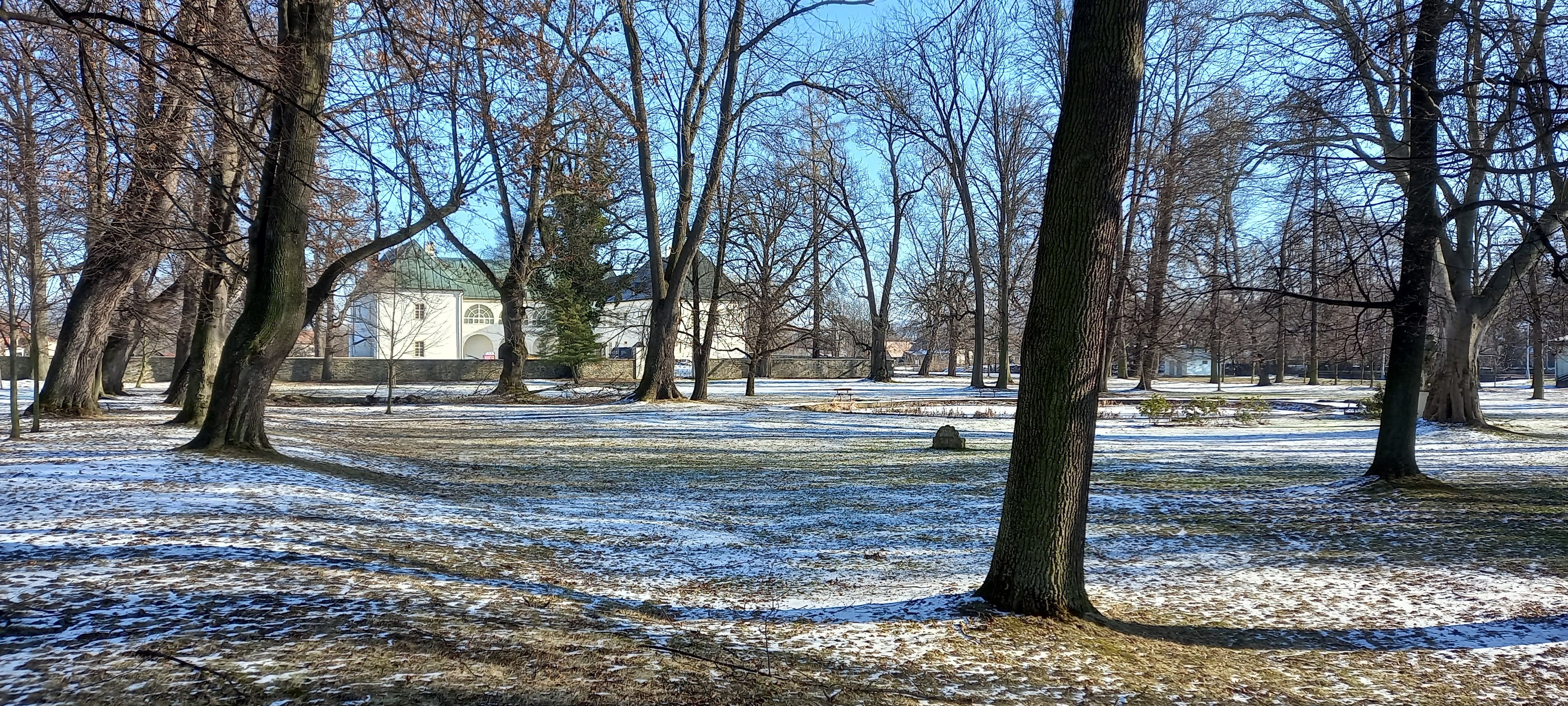
pohled z parku
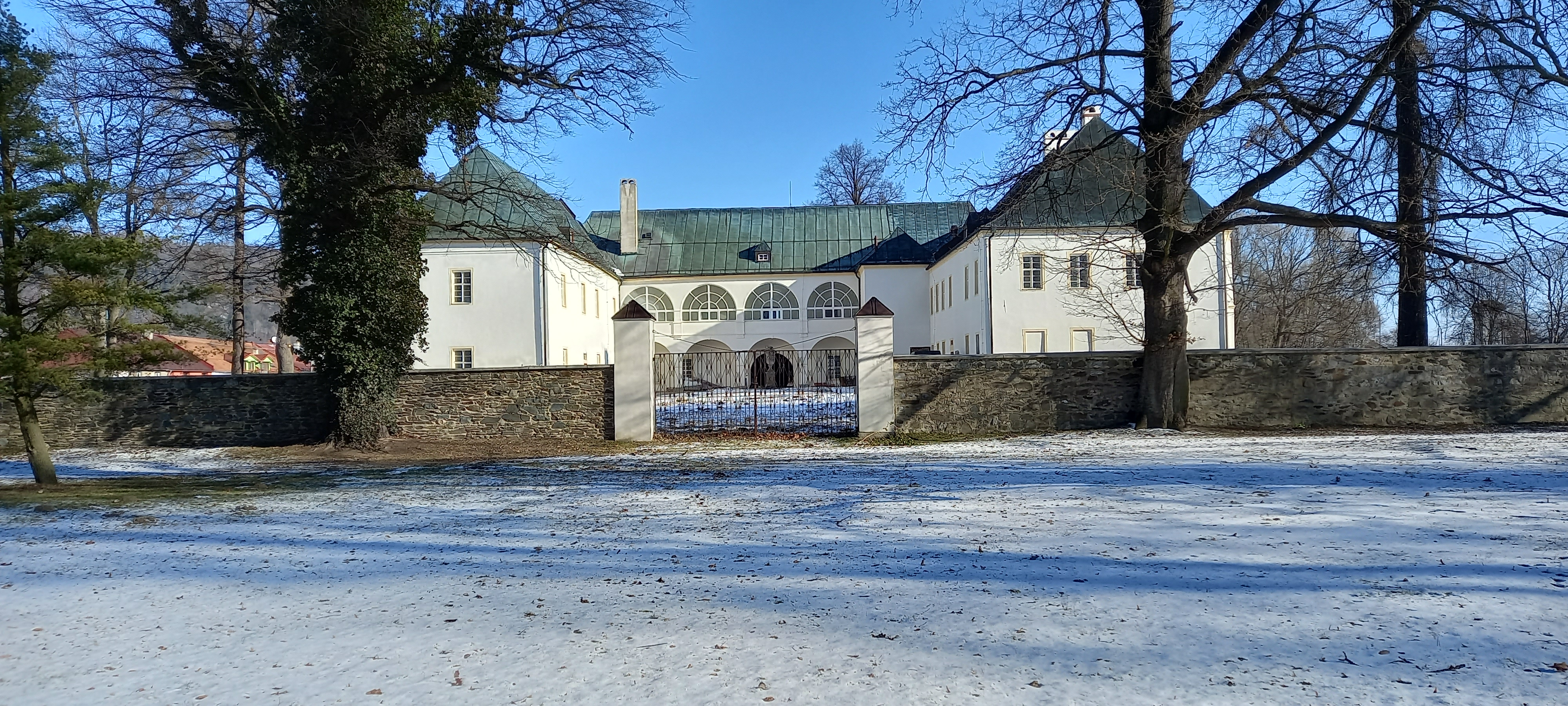
pohled z parku na nádvoří
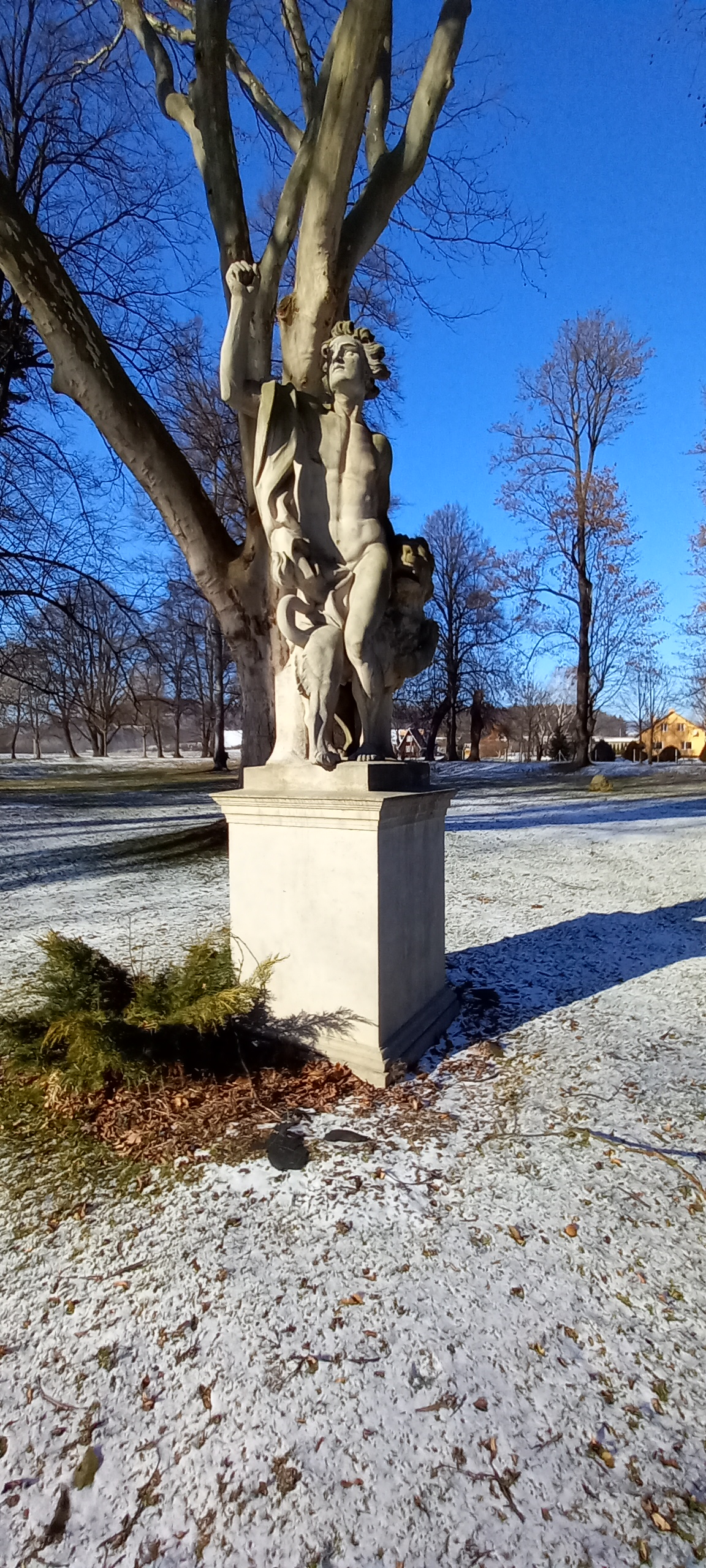
socha Herkula